# Adam Papée
Adam Stanisław Papée (Leopoli, 21 luglio 1895 – Bydgoszcz, 6 marzo 1990) è stato uno schermidore polacco, vincitore di due medaglie di bronzo nella scherma ai giochi olimpici.